# Dillon Phillips
Dillon Phillips, né le 11 juin 1995 à Hornchurch (Grand Londres) au Royaume-Uni, est un footballeur anglais jouant au poste de gardien de but avec Hull City.

## Biographie

### En club
Dillon Phillips rejoint l'académie de Charlton Athletic à l'âge de huit ans. Il signe son premier contrat professionnel à l'été 2013, à l'âge de 17 ans, et rejoint Whitehawk (en), un club de la Conference South, sous la forme d'un prêt d'un mois, le 8 novembre 2013. Il revient en Conference South deux ans plus tard, le 3 janvier 2015, sous la forme d'un nouveau prêt d'un mois avec cette fois le club de Bishop's Stortford (en). Il est ensuite prêté à Cheltenham Town, un club de cinquième division anglaise, pour une période de six mois en juillet 2015. Il est titulaire à l'occasion de chacune des rencontres des « Robins », gardant à dix reprises ses cages inviolées en 26 matches, d'où une prolongation de son prêt jusqu'à la fin de la saison 2015-2016. Il se blesse en mars 2016 et manque la fin de la saison alors que Cheltenham remporte le titre de champion de National League et décroche ainsi une promotion à l'échelon supérieur. Il signe un nouveau contrat de deux ans avec Charlton en mai 2016.
Le 16 octobre 2020, Dillon Phillips rejoint Cardiff City pour un montant non communiqué.
Le 27 juillet 2022, il rejoint le KV Ostende, club belge de Jupiler Pro League, sous la forme d'un prêt d'une saison.
Le 4 juillet 2023, il rejoint Rotherham United.

## Statistiques

### En club
| Saison                | Club                         | Championnat           | Championnat | Championnat | Coupe nationale | Coupe nationale | Coupe de la Ligue | Coupe de la Ligue | Autres compétitions | Autres compétitions | Autres compétitions | Total | Total |
| Saison                | Club                         | Division              | M.          | B.          | M.              | B.              | M.                | B.                | Comp.               | M.                  | B.                  | M.    | B.    |
| 2013-2014             | Whitehawk FC (prêt)          | Conference South      | 4           | 0           | -               | -               | -                 | -                 | -                   | -                   | -                   | 4     | 0     |
| 2014-2015             | Bishop's Stortford FC (prêt) | Conference South      | 4           | 0           | -               | -               | -                 | -                 | -                   | -                   | -                   | 4     | 0     |
| 2015-2016             | Cheltenham Town (prêt)       | National League       | 36          | 0           | 1               | 0               | -                 | -                 | -                   | -                   | -                   | 37    | 0     |
| Sous-total            | Sous-total                   | Sous-total            | 44          | 0           | 1               | 0               | -                 | -                 | -                   | -                   | -                   | 45    | 0     |
| 2016-2017             | Charlton Athletic            | League One            | 8           | 0           | 2               | 0               | 0                 | 0                 | EFL Trophy          | 3                   | 0                   | 13    | 0     |
| 2017-2018             | Charlton Athletic            | League One            | 0           | 0           | 0               | 0               | 2                 | 0                 | EFL Trophy          | 5                   | 0                   | 7     | 0     |
| 2018-2019             | Charlton Athletic            | League One            | 30          | 0           | 3               | 0               | 1                 | 0                 | EFL Trophy          | 1                   | 0                   | 35    | 0     |
| 2019-2020             | Charlton Athletic            | Championship          | 46          | 0           | 1               | 0               | 0                 | 0                 | -                   | -                   | -                   | 47    | 0     |
| Sous-total            | Sous-total                   | Sous-total            | 84          | 0           | 6               | 0               | 3                 | 0                 | -                   | 9                   | 0                   | 102   | 0     |
| 2020-2021             | Cardiff City                 | Championship          | 16          | 0           | 1               | 0               | -                 | -                 | -                   | -                   | -                   | 17    | 0     |
| 2021-2022             | Cardiff City                 | Championship          | 17          | 0           | 2               | 0               | 0                 | 0                 | -                   | -                   | -                   | 19    | 0     |
| 2022-2023             | KV Ostende (prêt)            | Division 1A           | 12          | 0           | 2               | 0               | -                 | -                 | -                   | -                   | -                   | 14    | 0     |
| Sous-total            | Sous-total                   | Sous-total            | 45          | 0           | 5               | 0               | 0                 | 0                 | -                   | -                   | -                   | 50    | 0     |
| 2023-2024             | Rotherham United             | Championship          | -           | -           | -               | -               | 2                 | 0                 | -                   | -                   | -                   | 2     | 0     |
| Total sur la carrière | Total sur la carrière        | Total sur la carrière | 173         | 0           | 14              | 0               | 3                 | 0                 | -                   | 9                   | 0                   | 199   | 0     |

## Palmarès

### En club
|  |  | Cheltenham Town - Championnat d'Angleterre de D5 (1) : - Champion : 2016 |  | Charlton Athletic - EFL League One play-offs (1) : - Vainqueur : 2019 |

### Distinctions personnelles
- Joueur de l'année de Charlton Athletic pour la saison 2019-2020[1].